# Lisa Tertsch
Lisa Tertsch (* 1. Dezember 1998 in Offenbach am Main) ist eine deutsche Triathletin und Crossläuferin. 2019 gewann sie ein Weltcup- und drei Europacup-Rennen auf der Triathlon-Sprintdistanz. Im gleichen Jahr wurde sie zudem im Triathlon U23-Europameisterin und im Crosslauf U23-Europameisterin mit dem deutschen Team. Sie ist Deutsche Meisterin auf der Triathlon-Sprintdistanz (2021) und Olympiasiegerin Mixed Relay (2024).

## Werdegang
Im Juli 2016 wurde Tertsch Deutsche Junioren-Meisterin auf der Triathlon-Sprintdistanz (0,75 km Schwimmen, 20 km Radfahren und 5 km Laufen). Im September gewann die damals 17-Jährige Silber bei den Junioren-Weltmeisterschaften in Cozumel. Tertsch legte nach diesen Erfolgen eine dreijährige Pause ein, in welcher sie in den USA an der Harvard University Economics (Wirtschaft) und Evolutionsbiologie studierte.

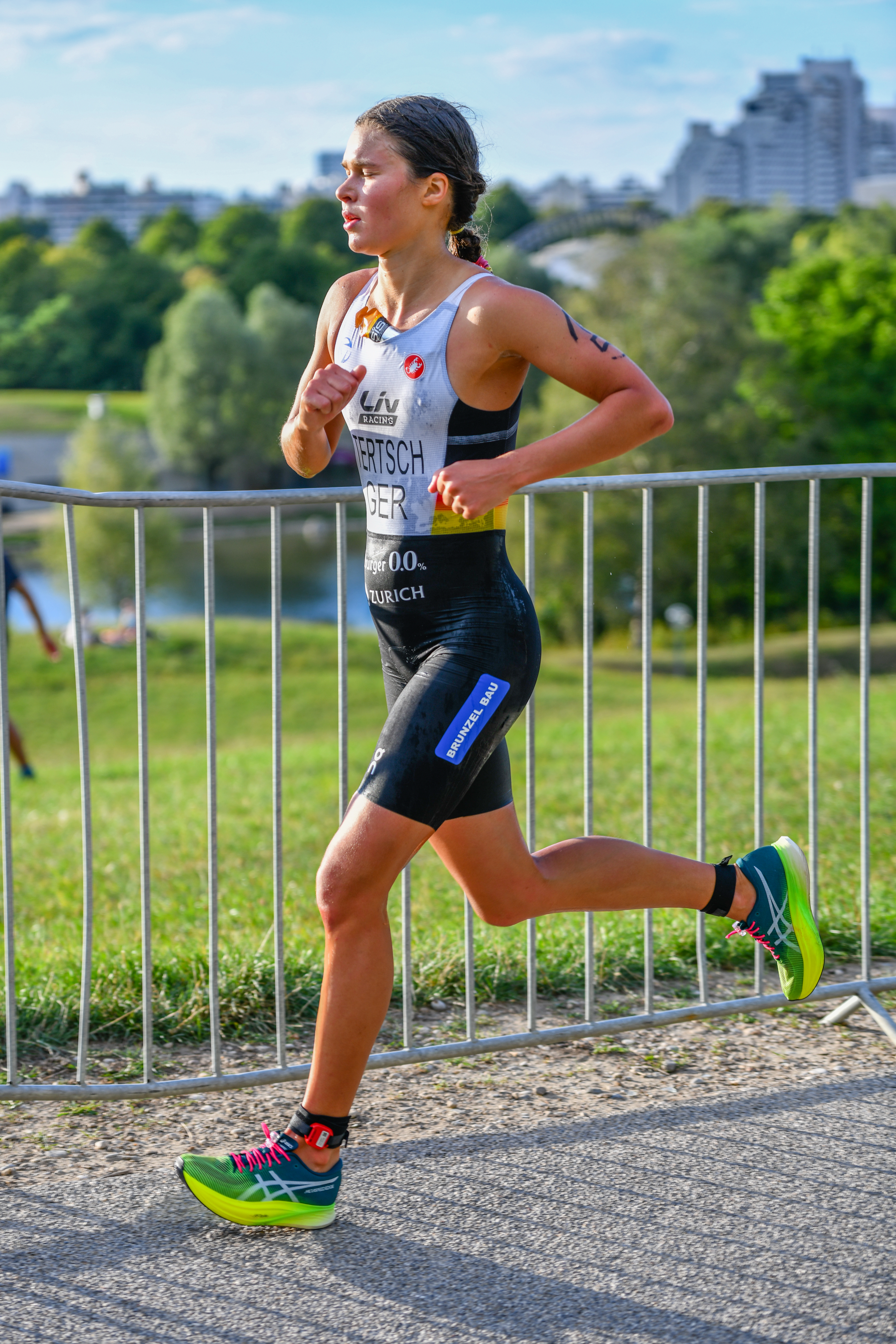
Lisa Tertsch bei den European Championships 2022 in München

Im Juni 2019 gewann Tertsch zunächst zwei Europacup-Rennen und ein Worldcup-Rennen auf der Triathlon-Kurzdistanz, bevor sie am 30. August Dritte bei der U23-Weltmeisterschaft auf der olympischen Kurzdistanz (1,5 km Schwimmen, 40 km Radfahren und 10 km Laufen) und am 14. September U23-Europameisterin wurde. Im Oktober gewann sie in Portugal ein weiteres Triathlon-Europacup-Rennen.
Am 8. Dezember 2019 wurde sie in Portugal Vierzehnte bei den U23-Crosslauf-Europameisterschaften und sicherte sich mit dem deutschen U23-Team die Goldmedaille.
Im September 2020 belegte die damals 21-Jährige in Hamburg den 16. Rang bei der Triathlon-Weltmeisterschaft – die Rennserie der ITU war im Zuge der Coronavirus-Pandemie auf ein einziges, entscheidendes Rennen über die Sprintdistanz reduziert worden.
Im Juni 2021 wurde die 22-Jährige in Berlin Deutsche Meisterin über die Triathlon-Sprintdistanz.
Diesen Erfolg konnte sie im Juli 2023 bei den deutschen Meisterschaften in Düsseldorf wiederholen.

### Olympische Sommerspiele 2024
Bei den Olympischen Sommerspielen belegte sie im Juli 2024 hinter Laura Lindemann (Rang 8) in Paris nach einem Sturz mit dem Rad als zweitbeste Deutsche den neunten Rang. In der gemischten Staffel holte sie zusammen mit Laura Lindemann, Tim Hellwig und Lasse Lührs die Goldmedaille für Deutschland.
Die Weltmeisterschaftsrennserie 2024 beendete Tertsch im Oktober auf dem vierten Rang. Im Februar 2025 gewann die 26-Jährige das erste Rennen der neuen WM-Saison in Abu Dhabi vor Nina Eim und Laura Lindemann. Im zweiten Rennen wurde sie im Mai in Japan Dritte und sie konnte damit die Führung in der Jahreswertung behalten.

## Auszeichnungen
- 2019 – ETU-Athletin des Jahres[13]
- Für den Gewinn der Goldmedaille in Paris wurde sie zusammen mit Laura Lindemann, Tim Hellwig und Lasse Lührs am 4. November 2024 vom Bundespräsident Frank-Walter Steinmeier mit dem Silbernen Lorbeerblatt ausgezeichnet.[14][15]

## Sportliche Erfolge
| Datum/Jahr    | Rang | Wettbewerb                                                  | Austragungsort | Zeit     | Bemerkung |
| ------------- | ---- | ----------------------------------------------------------- | -------------- | -------- | --- |
| 2. Aug. 2025  | 1    | DTU Deutsche Meisterschaft Triathlon Sprintdistanz          | Dresden        | 00:56:07 | Deutsche Meisterin Triathlon-Sprintdistanz                                                                                         |
| 12. Juli 2025 | 9    | ITU World Championship Series 2025                          | Hamburg        | 00:56:58 | |
| 5. Juli 2025  | 1    | ITU Triathlon World Cup                                     | Tiszaujvaros   | 00:57:26 | |
| 17. Mai 2025  | 6    | ITU World Championship Series 2025                          | Alghero        | 01:58:06 | |
| 17. Mai 2025  | 3    | ITU World Championship Series 2025                          | Yokohama       | 01:51:39 | |
| 15. Feb. 2025 | 1    | ITU World Championship Series 2025                          | Abu Dhabi      | 00:54:29 | |
| 27. Sep. 2024 | 1    | ITU World Championship Series 2024                          | Weihai         | 02:04:42 | |
| 14. Sep. 2024 | 1    | ITU Triathlon World Cup                                     | Valencia       | 00:55:09 | |
| 5. Aug. 2024  | 1    | Olympische Sommerspiele 2024, Mixed Relay                   | Paris          | 01:25:39 | in der gemischten Staffel mit Laura Lindemann, Tim Hellwig und Lasse Lührs                                                         |
| 31. Juli 2024 | 9    | Olympische Sommerspiele 2024                                | Paris          | 01:57:03 | |
| 14. Juli 2024 | 2    | ITU World Championship Series 2024                          | Hamburg        | 00:55:30 | hinter der Französin Cassandre Beaugrand                                                                                           |
| 25. Mai 2024  | 2    | ITU World Championship Series 2024                          | Cagliari       | 01:47:28 | |
| 23. März 2024 | 1    | ETU Triathlon European Cup                                  | Quarteira      | 01:56:52 | Sieg vor Cassandre Beaugrand und Georgia Taylor-Brown                                                                              |
| 1. Okt. 2023  | 1    | ITU Triathlon World Cup                                     | Tanger         | 00:58:46 | |
| 20. Aug. 2023 | 1    | World Triathlon Mixed Relay Series                          | Paris          | 01:12:18 | im Mixed Relay (Staffel) mit Tim Hellwig, Jonas Schomburg und Laura Lindemann                                                      |
| 9. Juli 2023  | 1    | DTU Deutsche Meisterschaft Triathlon Sprintdistanz          | Düsseldorf     | 00:56:10 | Deutsche Meisterin Triathlon-Sprintdistanz                                                                                         |
| 3. März 2023  | 10   | ITU World Championship Series 2023                          | Abu Dhabi      | 00:58:53 | |
| 11. Sep. 2022 | 6    | ITU Triathlon World Cup                                     | Karlsbad       | 02:07:11 | |
| 12. Aug. 2022 | 13   | ETU Triathlon European Championship                         | München        | 01:54:03 | Europameisterschaft auf der olympischen Distanz                                                                                    |
| 24. Juli 2022 | 2    | ITU Triathlon World Cup                                     | Pontevedra     | 01:57:55 | hinter der Tschechin Petra Kuriková                                                                                                |
| 17. Juli 2022 | 1    | Alpen-Triathlon                                             | Schliersee     | 01:00:30 | |
| 26. März 2022 | 3    | ETU Triathlon European Cup                                  | Quarteira      | 02:00:37 | |
| 12. März 2022 | 2    | ETU Triathlon European Cup                                  | Lievin         | 00:10:37 | |
| 21. Aug. 2021 | 8    | ITU Triathlon World Championship U23                        | Edmonton       | 02:01:45 | Weltmeisterschaft U23 auf der olympischen Kurzdistanz (1,5 km Schwimmen, 40 km Radfahren und 10 km Laufen)                         |
| 19. Juni 2021 | 2    | ETU Sprint Triathlon European Championship Mixed Relay      | Kitzbühel      | 00:18:22 | Vizeeuropameisterin Triathlon Sprintdistanz in der gemischten Staffel mit Laura Lindemann, Lasse Lührs und Jonas Breinlinger       |
| 19. Juni 2021 | 6    | ETU Sprint Triathlon European Championships                 | Kitzbühel      | 00:35:44 | ETU-Europameisterschaft Triathlon Sprintdistanz                                                                                    |
| 18. Juni 2021 | 3    | ETU Triathlon European Championship U23                     | Kitzbühel      | 00:35:44 | U23-Europameisterschaft |
| 6. Juni 2021  | 1    | DTU Deutsche Meisterschaft Triathlon Sprintdistanz          | Berlin         | 00:57:46 | Deutsche Meisterin Triathlon-Sprintdistanz                                                                                         |
| 29. Mai 2021  | 8    | ITU Triathlon World Cup                                     | Arzachena      | 01:02:13 | |
| 7. Nov. 2020  | 3    | ITU Triathlon World Cup                                     | Valencia       | 00:56:39 | hinter der Britin Beth Potter |
| 5. Sep. 2020  | 16   | ITU World Championship Series 2020                          | Hamburg        | 00:55:56 | Weltmeisterschaft |
| 21. Aug. 2020 | 2    | ETU Sprint Triathlon European Cup                           | Olsztyn        | 01:00:01 | Zweite auf der Sprintdistanz |
| 19. Okt. 2019 | 1    | ETU Sprint Triathlon European Cup                           | Funchal        | 01:00:22 | |
| 14. Sep. 2019 | 1    | ETU Triathlon European Championship U23                     | Valencia       | 00:57:47 | U23-Europameisterin Triathlon |
| 30. Aug. 2019 | 3    | ITU Triathlon World Championship U23                        | Lausanne       | 02:04:32 | U23-Weltmeisterschaft auf der olympischen Kurzdistanz (1,5 km Schwimmen, 40 km Radfahren und 10 km Laufen)                         |
| 29. Juni 2019 | 1    | ETU Sprint Triathlon European Cup                           | Holten         | 01:00:31 | |
| 23. Juni 2019 | 1    | ITU Triathlon World Cup                                     | Antwerpen      | 01:05:26 | |
| 8. Juni 2019  | 1    | ETU Sprint Triathlon European Cup                           | Dnipro         | 00:58:02 | |
| 28. Mai 2016  | 2    | ETU Triathlon European Championship Junior Women            | Lissabon       | 01:02:54 | Triathlon-Vizeeuropameisterin Junioren (750 m Schwimmen, 20 km Radfahren und 5 km Laufen) hinter der Französin Cassandre Beaugrand |
| 23. Juli 2016 | 1    | DTU Deutsche Meisterschaft Triathlon Sprintdistanz Junioren | Nürnberg       | 01:04:14 | Deutsche Meisterin Triathlon-Sprintdistanz                                                                                         |
| 28. Juni 2015 | 4    | Deutsche Meisterschaft Triathlon Sprintdistanz U23          | Düsseldorf     | 00:59:30 | Deutsche Triathlon-Meisterschaft auf der Sprintdistanz                                                                             |

| Datum/Jahr   | Rang | Wettbewerb                               | Austragungsort | Zeit  | Bemerkung |
| ------------ | ---- | ---------------------------------------- | -------------- | ----- | --------- |
| 8. Dez. 2019 | 14   | Crosslauf-Europameisterschaften U23      | Lissabon       | 21:41 |           |
| 8. Dez. 2019 | 1    | Crosslauf-Europameisterschaften U23-Team | Lissabon       |       |           |